# Korlátos halmaz
A matematikai analízis és kapcsolódó területei korlátosnak neveznek egy halmazt, ha annak kiterjedése valamilyen értelemben véges.
Általánosan, de pontosan (értelmesen) topologikus módszerekkel lehet megfogalmazni. Egy elég általános definíció a következő:
Egy H részhalmaz korlátos egy (M, d) metrikus térben, ha a halmazt tartalmazza egy véges sugarú gömb. Vagy másképpen fogalmazva, ha létezik {\displaystyle x\in M} és {\displaystyle r>0} úgy, hogy minden {\displaystyle h\in H}-ra {\displaystyle d(x,h)<r}.
Ekkor a H halmaz átmérőjének a véges
értéket nevezzük. Ha H zárt, akkor ez az érték felvétetik, azaz van olyan H-beli x és y pont, aminek a távolsága pontosan ennyi (más szóval, a szuprémum ilyenkor maximum).
M egy korlátos metrikus tér (vagy d egy korlátos metrika), ha M korlátos részhalmaza saját magának.

## Számegyenes
A valós számok egy H részhalmaza felülről korlátos, ha van olyan K valós szám, hogy minden {\displaystyle x\in H} esetén {\displaystyle x\leq K}.
A halmaz alulról korlátos, ha van olyan k, amelyre minden {\displaystyle x\in H} esetén {\displaystyle x\geq k}.
Egy valós számhalmaz korlátos, ha mind alulról, mind pedig felülről korlátos. Ez ekvivalens azzal, hogy a halmaz egy véges intervallum részhalmaza.

## Sík
A síkban korlátosnak nevezünk egy halmazt, ha lefedhető egy körlappal.

## Tér
A térben korlátos egy halmaz, ha részhalmaza egy gömbnek.